# Zillis-Reischen
Zillis-Reischen (Reto-Romaans: Ziràn-Reschen) is een gemeente in het Zwitserse kanton Graubünden, en maakt deel uit van het district Hinterrhein.
Zillis-Reischen omvat de dorpen Zillis en Reischen en telt 368 inwoners.